# Красенков Михайло Володимирович
Михайло Красенков (нар. 14 листопада 1963 Москва) — польський шахіст російського походження.
За освітою інженер-математик. Перших значних успіхів добився в СРСР (в тому числі майстер Грузії 1987). У 1989 р. отримав титул гросмейстера. До Польщі емігрував в 1992 р., з 1996 має польське громадянство і представляє Польщу на міжнародній арені. Двократний Польський майстер (2000, 2002), віцемайстер в 1997 роках, 2001 і 2004. Володіє неофіціальним рекордом перемог в Командному Чемпіонаті Польщі з шахів. Переможець Кубка Європи (1997, у складі російського загону Ладья Азов) а також срібний медаліст (2001, 2003 і 2005, у складі Polonia Plus GSM Warszawa).
Тренер і автор багатьох статей на шахову тематику, а також автор двох шахових книжок, виданих англійською мовою. У 2000 році став першим і наразі єдиним з поляків, хто досяг рейтингу 2700 пунктів Ело.

## Зміна рейтингу
| На цьому місці має відображатися графік чи діаграма, однак з технічних причин його відображення наразі вимкнено. Будь ласка, не видаляйте код, який викликає це повідомлення. Розробники вже працюють для того, щоби відновити штатне функціонування цього графіка або діаграми. | |
| | На цьому місці має відображатися графік чи діаграма, однак з технічних причин його відображення наразі вимкнено. Будь ласка, не видаляйте код, який викликає це повідомлення. Розробники вже працюють для того, щоби відновити штатне функціонування цього графіка або діаграми. |